# فدراسیون فوتبال کانادا
فدراسیون فوتبال کانادا (به انگلیسی: Canadian Soccer Association (Canada Soccer)) اصلی‌ترین نهاد رسمی اجرایی و نظارت‌کننده بر ورزش فوتبال در کشور کانادا است. این سازمان بر کار تیم‌های ملی فوتبال مردان کانادا و زنان و جوانان (زیر ۲۰ سال و زیر ۱۷ سال مردان و زنان) نیر نظارت دارد.